# Podbablje
Podbablje è un comune della Regione spalatino-dalmata in Croazia. Al 2001 possedeva una popolazione di 4.904 abitanti.

## Località
Il comune di Podbablje è suddiviso in 8 frazioni (naselja):
- Drum
- Grubine
- Hršćevani
- Ivanbegovina
- Kamenmost
- Krivodol
- Podbablje Gornje
- Poljica (in italiano anche Poglizza[2], desueto)

La sede comunale è posta nella località di Drum.